# Hasna Benhassi

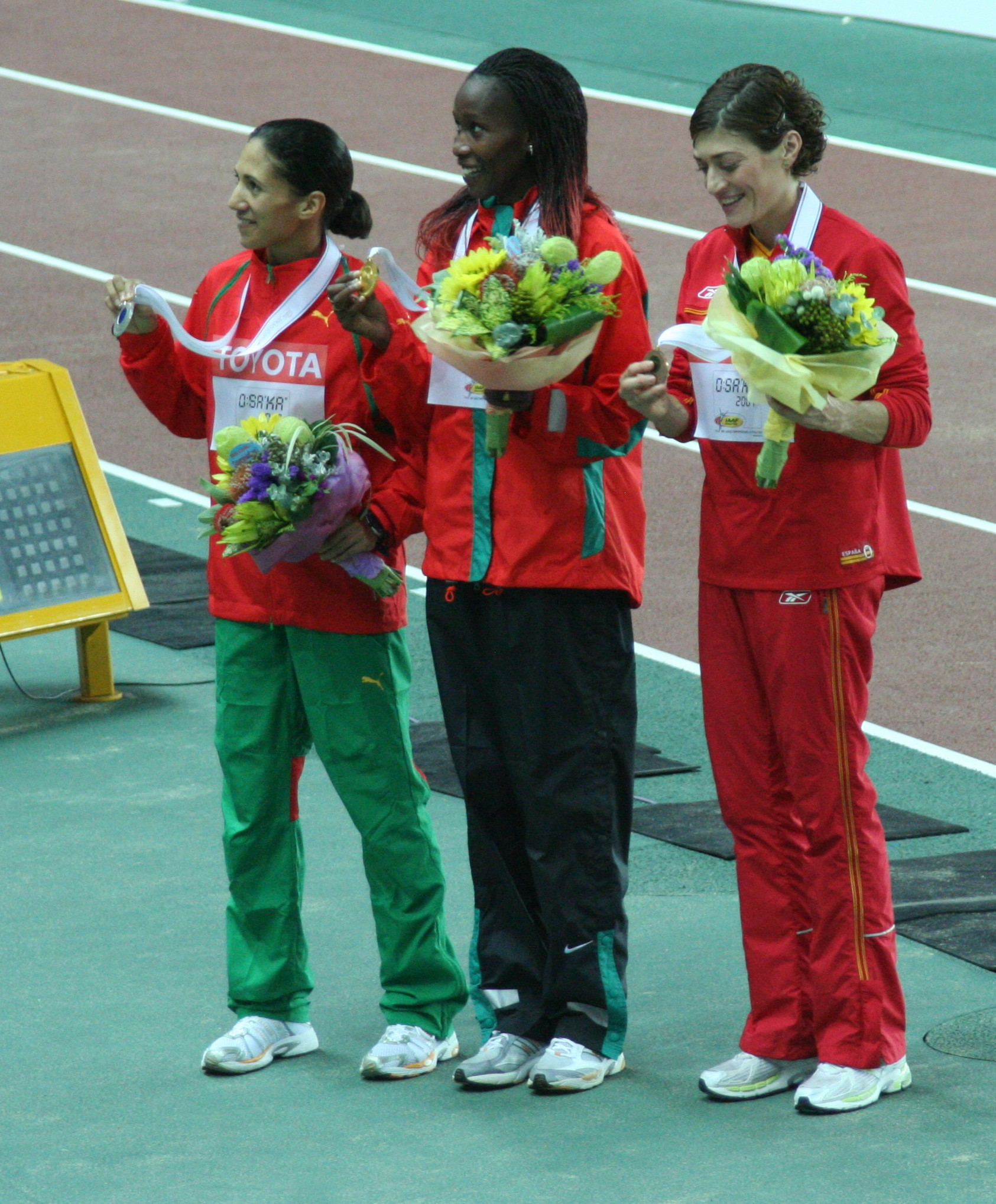
Hasna Benhassi (links) mit Janeth Jepkosgei Busienei und Mayte Martínez bei der Siegerzeremonie der WM 2007

Hasna Benhassi (arabisch حسنة بنحسي; ) (* 1. Juni 1978 in Marrakesch) ist eine marokkanische Mittelstreckenläuferin.

## Leben
Hasna Benhassi schied bei den Weltmeisterschaften 1997 in Athen im Halbfinale über 800 Meter aus. 1998 wurde sie in 2:01,54 Minuten Zweite hinter Maria de Lurdes Mutola bei der Afrikameisterschaft in Dakar. 1999 wurde sie bei den Hallenweltmeisterschaften Fünfte.
2000 gewann sie in 1:59,01 Minuten die Afrikameisterschaft. Bei den Olympischen Spielen in Sydney wurde sie in 1:59,27 Minuten Achte. Im März 2001 errang sie bei den Hallenweltmeisterin in Lissabon Gold im 1500-Meter-Lauf, in 4:10,83 Minuten besiegte sie die Rumänin Violeta Szekely. In der Freiluftsaison 2001 nahm sie nicht an großen Wettkämpfen teil, im Dezember wurde ihre Tochter geboren.
Im August 2002 kehrte sie bei der Afrikameisterschaft auf die Laufbahn zurück und wurde Dritte über 1500 Meter. Bei den Hallenweltmeisterschaften 2003 wurde sie Achte über 1500 Meter.
Bei den Olympischen Spielen 2004 in Athen trat sie auf beiden Strecken an. Über 800 Meter kam es auf der Zielgeraden zu einem Spurt bei dem vier Läuferinnen fast nebeneinander die Ziellinie überquerten. Es gewann die Engländerin Kelly Holmes in 1:56,38 Minuten vor den zeitgleichen Benhassi und Jolanda Čeplak in 1:56,43 Minuten, weitere acht Hundertstelsekunden dahinter lag Maria de Lurdes Mutola. Die Auswertung des Zielfotos ergab, dass Benhassi Silber und Čeplak Bronze erhielt. Fünf Tage später im Endlauf über 1500 Meter gewann Holmes, während Benhassi Zwölfte und Letzte wurde.
2005 bei den Weltmeisterschaften 2005 in Helsinki trat Benhassi nur über 800 Meter an. Wie so oft lag sie eingangs der Schlussrunde am Ende des Feldes und arbeitete sich dann auf der Gegengeraden langsam nach vorn. Bis zum Ziel konnte sie mit ihrem Endspurt fast das gesamte Feld überspurten und wurde in 1:59,42 Minuten Zweite hinter der Kubanerin Zulia Calatayud. In Moskau bei den Hallenweltmeisterschaften 2006 gewann Benhassi in 2:00,34 Minuten Bronze hinter Maria de Lurdes Mutola und Kenia Sinclair aus Jamaika.
Bei den Weltmeisterschaften 2007 in Ōsaka zeigte die spurtstarke Marokkanerin erneut gute Nerven, als sie das Tempo der Kenianerin Janeth Jepkosgei Busienei nicht mitging. In der zweiten Runde überlief sie das Feld, das der Kenianerin nicht mehr folgen konnte, und gewann in 1:56,99 Minuten Silber vor der Spanierin Mayte Martínez. Ein Jahr später bei den Olympischen Spielen 2008 in Peking gewann Benhassi in 1:56,73 Minuten die Bronzemedaille hinter den beiden kenianischen Tempoläuferinnen Pamela Jelimo und Busienei.
Benhassi ist 1,66 m groß und wiegt 47 kg. Sie ist verheiratet mit ihrem Läuferkollegen Mouhssin Chehibi, dem Olympiavierten über 800 Meter in Athen.

## Bestzeiten
- 800 m: 1:56,43 min, 23. August 2004, Athen
  - Halle: 1:59,33 min, 14. Februar 1999, Birmingham
- 1000 m: 2:33,15 min, 17. Juli 1999, Nizza
- 1500 m: 4:02,54 min, 11. Juli 2003, Rom
  - Halle: 4:04,48 min, 11. Februar 2001, Dortmund